# Zerstörergeschwader 2
La Zerstörergeschwader 2 (ZG 2) (2e escadron de chasseur lourd) est une unité de chasseur-bombardier de la Luftwaffe pendant la Seconde Guerre mondiale. 

## Opérations
Le ZG 2 est équipé d'avions Messerschmitt Bf 109D/G, Messerschmitt Bf 110, et Focke-Wulf Fw 190A-4.

## Organisation

### Stab. Gruppe
Le Stab./ZG 2 est formé le 1er avril 1940 à Darmstadt-Griesheim. Il est dissous en septembre 1940

Reformé en avril 1942 à Landsberg am Lech. Il est dissous en décembre 1942.

Geschwaderkommodore (Commandant de l'escadron) :
| Début          | Fin              | Grade  | Nom                     |
| -------------- | ---------------- | ------ | ----------------------- |
| 1er avril 1940 | 4 septembre 1940 | Major  | Friedrich Vollbracht    |
| Avril 1942     | Janvier 1943     | Oberst | Ralph von Rettberg (en) |

### I. Gruppe
Formé le 1er mai 1939 à Bernburg à partir du I./JG 231 avec :
- Stab I./ZG 2 à partir du Stab I./JG 231
- 1./ZG 2 à partir du 1./JG 231
- 2./ZG 2 à partir du 2./JG 231
- 3./ZG 2 à partir du 3./JG 231

Le I./ZG 2 est aussi connu comme Jagdgruppe 102 entre le 21 septembre 1939 et le 30 janvier 1940.

Il est dissous en septembre 1940, mais le 1./ZG 2 devient le 4./NJG 2 en novembre 1940
Reformé en août 1942 à Landsberg am Lech à partir du I./ZG 26 avec :
- Stab I./ZG 2 à partir du Stab I./ZG 26
- 1./ZG 2 à partir du 1./ZG 26
- 2./ZG 2 à partir du 2./ZG 26
- 3./ZG 2 à partir du 3./ZG 26

Le I./ZG 2 est dissous en août 1942, les effectifs rescapés étant répartis entre la NJG 4 et la III./ZG 1. 

Gruppenkommandeure (Commandant de groupe) :
| Début        | Fin            | Grade     | Nom                             |
| ------------ | -------------- | --------- | ------------------------------- |
| 1er mai 1939 | 26 mai 1940    | Major     | Johannes Gentzen                |
| 27 mai 1940  | 11 août 1940   | Major     | Ernst Ott                       |
| 11 août 1940 | 12 août 1940   | Hauptmann | Hans-Peter Külbel (par intérim) |
| 12 août 1940 | Août 1940      | Hauptmann | Christians (par intérim)        |
| Août 1940    | Septembre 1940 | Hauptmann | Eberhard Heinlein               |
| ?            | ?              | ?         | ?                               |

### II. Gruppe
Formé le 26 juin 1940 à Freiburg à partir du I./JG 52 avec :
- Stab II./ZG 2 à partir du Stab I./JG 52
- 4./ZG 2 à partir du 1./JG 52
- 5./ZG 2 à partir du 2./JG 52
- 6./ZG 2 à partir du 3./JG 52

Le II./ZG 2 est dissous en septembre 1940, avec le 4./ZG 2 qui devient le 4./ NJG 3.
Reformé en mars 1942 à Landsberg am Lech et à Vienne-Aspern avec :
- Stab II./ZG 2 nouvellement créé
- 4./ZG 2 nouvellement créé
- 5./ZG 2 nouvellement créé
- 6./ZG 2 nouvellement créé

En fin juillet 1942, le II./ZG 2 transfère ses avions à au ZG 1 et fait mouvement sur Wiener Neustadt.

En septembre 1942, le II./ZG 2 est renommé I./NJG 5 avec :
- Stab II./ZG 2 devient Stab I./NJG 5
- 4./ZG 2 devient 1./NJG 5
- 5./ZG 2 devient 2./NJG 5
- 6./ZG 2 devient 3./NJG 5

Gruppenkommandeure :
| Début        | Fin            | Grade     | Nom                             |
| ------------ | -------------- | --------- | ------------------------------- |
| 26 juin 1940 | 16 août 1940   | Hauptmann | Harry Carl                      |
| 16 août 1940 | Août 1940      | Hauptmann | Eberhard Heinlein (par intérim) |
| Août 1940    | Septembre 1940 | Major     | Karl-Heinz Lessmann             |
| Mars 1942    | Septembre 1942 | Major     | Gerhard Weyert                  |

### III. Gruppe
Formé en avril 1942 à Landsberg am Lech avec :
- Stab III./ZG 2 nouvellement créé
- 7./ZG 2 nouvellement créé
- 8./ZG 2 nouvellement créé
- 9./ZG 2 nouvellement créé

Le 20 décembre 1942, le III./ZG 2 est renommé III./SKG 10 avec :
- Stab III./ZG 2 devient Stab III./SKG 10
- 7./ZG 2 devient 7./SKG 10
- 8./ZG 2 devient 8./SKG 10
- 9./ZG 2 devient 9./SKG 10

Gruppenkommandeure :
| Début           | Fin              | Grade     | Nom                    |
| --------------- | ---------------- | --------- | ---------------------- |
| 2 mai 1942      | 2 décembre 1942  | Hauptmann | Wilhelm Hachfeld       |
| 2 décembre 1942 | 20 décembre 1942 | Hauptmann | Hans-Jobst Hauenschild |

### Ergänzungsstaffel
L'Ergänzungsstaffel/JG 2 a existé entre avril et juillet 1942, probablement à Landsberg am Lech.